# Ganglbaueria collaris
Ganglbaueria collaris is een keversoort uit de familie schijnboktorren (Oedemeridae). De wetenschappelijke naam van de soort is voor het eerst geldig gepubliceerd in 1891 door Semenow.